# Tack
 (mars 2014).
Si vous disposez d'ouvrages ou d'articles de référence ou si vous connaissez des sites web de qualité traitant du thème abordé ici, merci de compléter l'article en donnant les références utiles à sa vérifiabilité et en les liant à la section « Notes et références ».

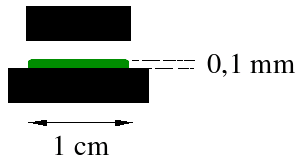
Schéma du test d'adhérence. Une fine couche de matériau d'essai est déposée entre deux poinçons qui seront écartés doucement l'un de l'autre. On enregistrera la variation de la force appliquée en fonction du déplacement.

La pégosité (ou tack) est le caractère collant (poisseux) d'un matériau. La définition qui en est donnée par l'ASTM est la suivante :
« Un matériau est collant s'il faut appliquer une force appréciable pour s'en détacher, même dès la mise en contact ».
Le caractère collant ou non d'un matériau est souvent associé au critère dit de Dahlquist portant sur son module élastique de cisaillement : celui-ci doit être inférieur à une certaine valeur, d'environ 105 Pa, pour que le matériau paraisse collant.
Le tack est aussi le nom d'un test d'adhérence, appelé test de probe-tack, qui est décrit ci-dessous.

## Épreuve d'adhérence

Animation d'une épreuve d'adhérence.

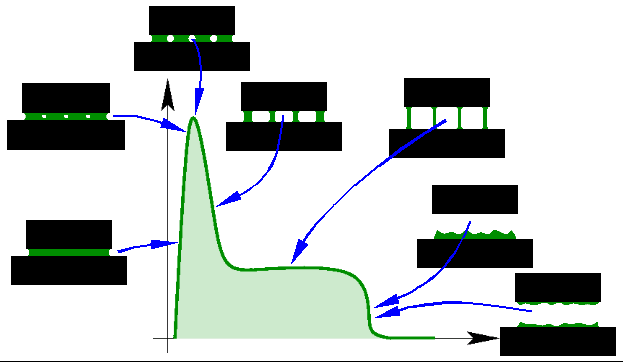
Courbe contrainte-déformation mesurée au cours d'une épreuve d'adhérence.

Pour mesurer l'efficacité d'un adhésif, il est nécessaire d'effectuer des mesures reproductibles. Une des épreuves les plus couramment mise en œuvre pour les adhésifs mous est l'épreuve d'adhérence (en anglais : probe-tack). Les adhésifs sensibles à la pression (ASP ou PSA pour pressure-sensitive adhesives), par exemple, sont souvent éprouvés par cet appareil. Il s'agit de mesurer les variations de déformation d'un adhésif placé entre deux pistons en fonction de la force devant être développée afin de les décoller. Le schéma de cette expérience figure sur l'animation ci-contre. On peut y voir comment l'échantillon se déforme entre les deux poinçons sous l'action d'une force mesurée tout au long de l'expérience.
La courbe figurée ci-contre résulte d'une expérience de ce genre. On y observe une première phase correspondant à des déplacements négatifs pendant laquelle on mesure une contrainte négative, elle aussi. Il s'agit de la phase de compression de l'adhésif. Puis, on inverse le mouvement et l'on mesure une contrainte positive correspondant à des déplacements positifs, alors que l'on décolle petit à petit les pistons l'un de l'autre en brisant l'adhésif intermédiaire.
La contrainte mesurée passe par un maximum. C'est la première information que l'on peut tirer de cette expérience : cette grandeur permet de connaître le poids que pourra supporter l'adhésif. Exemple : les crochets pour pendre les torchons ou les serviettes.
Ensuite, la contrainte diminue légèrement puis reste constante au fur et à mesure que le déplacement augmente. On est alors dans une deuxième phase qui dissipe beaucoup d'énergie : en effet, l'intégrale de la courbe représente l'énergie dissipée au cours de l'expérience, ce qui donne une mesure de l'efficacité de l'adhésif.
Comme l'ont montré C. Creton et H. Lakrout en 1999, le déroulement de la cavitation dans les adhésifs est directement lié à la réponse en force dans une « épreuve d'adhérence ». Des bulles apparaissent qui grossissent pendant la première phase. Ensuite, elles s'étirent verticalement le long du plateau de contrainte. L'adhésif, alors, s'étire, ce qui dissipe beaucoup d'énergie.